# ゾンビ屋れい子
『ゾンビ屋れい子』（ゾンビやれいこ）は、三家本礼による日本の漫画作品。『ホラーM』（ぶんか社）に1998年から2004年にかけて連載された。単行本は全11巻。文庫版は全7巻。

## 概要
魔王サタンの力を借り、死体をゾンビとして蘇らせる力を持つ女子高生・姫園れい子の活躍を描いた作品。
単行本の1巻までは少女向けホラー漫画らしく、残虐性やれい子のほどよく自分勝手なキャラクター性、ブラック・コメディを柱に一話完結型の連作として掲載された。1巻収録分が掲載されたのち、4ヶ月の間を置いて本格的に連載が開始された2巻以降では、少年漫画および青年漫画らしいバトルアクションの描写となった。絵柄も1巻と11巻を比較すると全く絵柄が異なり、女性はスタイルを強調するような描き方になっている。
ちなみに単行本1巻収録分までは三家本がコンパイル社員と二足のわらじで執筆したものであり、当時は副業禁止規定と経費上の理由からアシスタントを雇うことができず1人で隠れて執筆していたという。

## 登場人物・あらすじ一覧
声優はドラマCDにおけるもの。

### 主人公
姫園れい子
- 声：生天目仁美 （幼少期）福圓美里

17歳。好物はラムレーズンのアイスクリーム。高校2年生。
連載開始当初は白池学園高等部に通っていたが、途中から聖（セント）黒須学園高校へ転校。
話が進むにつれて赤毛だった髪が金髪となり、2つに結んでないシーンが増える。同時に高校生とは思えない風貌、巨乳の体型となる。
文庫本7巻の巻末には唐沢なをきが描き下ろした感想漫画が掲載されており、唐沢は女性キャラ全体におけるスタイルの変化を言及しつつれい子のバストサイズの急変ぶりについて「首を雨野良香の肉体に移し替えられたことがきっかけとなっている」という趣旨の分析を行い、「良香はきっと成長途上」とも推測していた。
声が届く範囲にいる死体をゾンビとして蘇らせる力がある（携帯電話、レコーダーからの声でも可能）。この力を使って姫園家の家業「ゾンビ屋」としても働いている。報酬は現金でしか受け取らない。
幼少時に実の姉であるリルカからいじめ（虐待）を受けながら育った過去を持っており、リルカの凶悪性を見かねた両親は2人を別々の養護施設に預けることを決意。この際リルカはれい子が寵愛されている一方で自身が蔑ろにされていると思い込んで両親を殺害した。
当初は報酬のために依頼をこなすに過ぎない淡々とした面が目立ったが、後に自分の周囲の秩序を乱す悪党の振る舞いを見過ごせない正義感が前面に出るようになった。
召喚できるゾンビは刃物使いの百合川サキ（単行本2〜7巻、10〜11巻）、打撃攻撃が得意な百合川みどり（単行本7〜11巻）。百合川姉妹は非常に仲が悪いので同時に召喚することはできない。
前世は魔女カーミラと戦った女性騎士団長だった。
最終回では、単身海外でゾンビ屋としての活動を続けている様子が描かれている。

### 百合川サキ編
れい子の住む街で幼女連続殺人事件が発生する。れい子は警察に協力を要請され、病院に向かうがそこには犯人・百合川サキもいたのであった。
百合川サキ
- 声：冬馬由美 （幼少期）田上由希子

連続殺人者の高校生（1988年に6歳だった事から、1982年生まれと推測される）。
幼い頃に妹を亡くした（実際は生きている。後述参照）事から妹を欲していた。
お菓子やおもちゃなどで気に入った幼女の気を引いて連れ去り、無理やり妹として扱う。
幼女が自分のいう事を聞いている時は優しいが、少しでも自分を嫌がると躊躇なく殺害する。
れい子を殺すが、自分自身をゾンビ化したれい子に召喚された被害者のゾンビ達に切り刻まれて死亡。享年18歳であった。
稀代のナイフ使い。重さのない包丁で人体の腹部を横薙ぎに両断するほどの腕力の持ち主。投げても百発百中。運動神経も、走っている車に飛び乗るなど常人を遥かに超えている。
文庫版3巻に掲載されている1996年に描かれた短編「妹」に彼女と同じ性質のキャラクターが登場しているが、『百合川サキ』という名は作中には出ていないだけで、実際は彼女自身であることが作者自身のコメントにより判明している。
百合川みどり
百合川サキの妹。姉とは2歳離れている。姉のサキからいじめ（虐待）を受けており、6歳の時に当時8歳だったサキによって階段から突き落とされて植物人間となる（単行本1巻でサキは「妹はちょっとした事故で死んだ」と言っていたが、これは罪の意識から逃れる際に作った偽の記憶である）。
百合川サキ編では写真に6歳の頃の姿が写っているだけであったが、サキ死亡後、精神年齢は6歳のまま10年間の眠りから目覚めた。目覚めた後には心底でサキを恐れながらも姉のような存在を欲している様子を見せ、夏美を「お姉ちゃん」と仰いだ際に拒絶され、暴力を受けたことで狂気に目覚めて夏美を殺害する。
階段から突き落とされた際に頭を打ったことから運動に関わる神経の異常発達が起こり、成人男性を腕一振りで吹き飛ばす力を持つ。
娘を殺されたショックにより発狂した秋山にメスで首を切られ死亡。
秋山
百合川みどりを担当する女医。下の名前は不明。元夫の兵頭は暴力団幹部。
殺人鬼の妹の烙印を押されたみどりを献身的に支え、みどりの精神の成長を助けるために娘の夏美を友達として紹介した。しかし、狂気に目覚めたみどりに娘の夏美を殺され、手首を切って自殺を図る。これは悲しみによるものではなく、自分とみどりが同じ希少の血液型であることを利用しておびき出すためであり、れい子に説得されて罪を償う決心をしたみどりの輸血によって意識を取り戻すと彼女の首にメスを刺して殺害し、自身も笑いながら首を切って自殺した。
夏美
秋山の娘であり、女子高生。れい子の数少ない友達であった。根は悪くないが若干短気で気性が荒い。
母親がみどりばかり気にかけていることに対して不快感を覚えている模様であったが、みどりをそれなりにかわいがってはいた。しかしみどりの素性を知ってからは自身に懐いたみどりを一転して拒絶し、暴力を加えた結果として狂気に目覚めたみどりに殺害された。
兵頭
秋山の元夫であり夏美の父親。暴力団「兵頭組」の幹部。
娘の夏美を殺された敵を討つために配下の殺し屋を動員するも、結果として殺し屋は全員殺されてしまった。
百合川姉妹の両親
高級邸宅を構えて家政婦を抱えるほどの資産家である一方、幼少期からサキとみどりを徹底して放任してきた。サキがみどりに虐待を加えている様子を目撃してその残虐性を知りながら見て見ぬふりを決め込んだ上、問題を放置するも同然の形でサキを置いて海外に移住した。
騒動に最後まで無頓着であったその一方、殺人鬼に身を落としたサキが描いた絵や作文を出版して大儲けしている。

### 姫園リルカ編
他人の体を使って蘇ったれい子に、三島が恐るべき事態を語り出す。生き別れの双子の姉・リルカがゾンビによる世界征服を目指し、仲間を集めているというのだ。やがて魔の手はれい子の通う高校まで及んでくるのであった。
姫園リルカ
- 声：朴璐美

れい子の双子の姉。17歳。
初めは両親かられい子と共に分け隔てなく育てられたが次第に生まれつき悪の素養を持っていることを父に見抜かれ、両親はれい子とリルカをそれぞれ別の養護施設に預けて引き離すことを決意。これに対して家族から存在を抹消されると危惧したリルカは両親を殺害した（後述）。その後養護施設で孤独な日々を送りながられい子への嫉妬心を深める。そんなある日キルミスターら数人のゾンビ使いが勧誘に訪れ、これに応じたことが後の野望に繋がる。
学校には通っていない。その為"QUEEN"をキュエーンと読むなど、学力不足を作中で指摘されている。
れい子と同じ様に髪を2つに結んでいるが、クセ毛のれい子と違い直毛である。髪の色は赤毛（後に金色）のれい子とは対照的な紺色。初登場時はれい子と良く似ていたが、段々と鋭い目付きになり、れい子以上にひねくれた性格となっている。
妹のれい子と同じく、死体をゾンビ化させる能力が有る。それを使い、地上をゾンビの世界に変え、女王として君臨する野望を持つ。
世界を手中に収める為に戦死した各国の兵士達で被われた体長30mほどのゾンビ、「聖なる前夜祭」（ホーリー・ミトラス）を召喚する。
聖なる前夜祭の体内には、リルカの改造によって腕が継ぎ足された肉食性の翼竜「ケアラダグティルス」が隠されていた。後に板金加工を施され「ケアラダグティルスVer.1.1」となる。戦闘を行った回数がたった1度と極端に少ない為、その能力はよく分かっていない。
一旦は百合川サキと落雷によって倒されるが、部下の零本白栄が治療し復活を果たす。黒須市を拠点に世界征服とれい子への復讐の計画を練る。
運命の弾丸を撃ち込まれ不死身の化け物と化すが、竹露との出会い、彼女に看病されたことがきっかけで竹露との友情が芽生えるようになり、少しずつではあるが優しさを見せるようになるが弾丸が外れた事により再び人間に戻る。
後に雪女との戦いで死亡。雨月竹露の召喚ゾンビとなるが、竹露の命令は聞かずリルカ自身の意思により出現、戦闘するようになる。
物語の最終版では地獄の女王に君臨している様子を見せており、カーミラを震え上がらせていた。
ジャスミン・メンドゥーサ
- 声：大川千帆

16歳。職業「美しき雇われ戦士」（自称）。
あらゆる格闘武器を貸し与える武器商人のゾンビ「ビクトリー・カタナ」を召喚する。ゾンビ自体は戦わず、戦うのはあくまで彼女のみである。初登場時にはれい子とリルカが戦闘していた場面に割り込み、成行き上殺し屋契約を競売にかけるという行動に出た。
初期はより多くの報酬を支払う方に与し、取り分を増やすために競合する同業者をその場で始末することも厭わなかったが、物語が進む内に情に厚い性格となる。またそれと同時に体型がどんどん筋肉質になって行く。
最初、れい子は只の雇い主だったのだが後に親友となる。黒須高校編と読み切り以外、れい子の心強い仲間として活躍する。
好みのタイプはヘラクレスの様に逞しい男性。カーミラ編終了後、ファッションブランドを立ち上げ売り上げを慈善団体に寄付するようになる。生涯6回の離婚を経験するが、原因はいずれも「嫌がる夫に無理やりプロレス技を掛けた」からだった。
雨野良香
- 声：浅野真澄

リルカと敵対するゾンビ使いの一人。ゾンビ召喚術とは別に中国式剣術を使える。陽気な性格。
ドイツ兵のゾンビ「リヒャルト・ハイドリヒ」を召喚するが、100%は使いこなせていない。
ローゼス・キルミスターの召喚するゾンビによって首を切り落とされ死亡。たまたま傍にゾンビ化したれい子の首があったため、首から下をれい子の体として使われることになる。心臓が止まっていなかった状態でゾンビ化されたことにより、偶然にもれい子はゾンビではなく生体として復活した。後に首だけゾンビ化され復活するも、リルカの召喚するゾンビによって死亡してしまう。
三島流動
- 声：緑川光

リルカと敵対するゾンビ使いの一人。リルカと敵対するゾンビ使いの協定を結ぶことを発案した発起人。
騎士のゾンビ「ロビン・デーヴィス将軍」を召喚する。
雄貴の裏切りにより死亡。
東堂雄貴
- 声：千葉進歩

リルカと敵対するゾンビ使いの一人。ゾンビを腕だけ召喚するなどゾンビ使いとしての能力は高い。
ガンマンのゾンビ「ジャック・ガンズ」を召喚する。
妹、麻夜の足が不自由になった原因が自分であることを深く後悔している。
Dr.零の甘言に踊らされ三島を殺害するも、すぐに自らも裏切られ死亡。
東堂麻夜
- 声：岡嶋妙

雄貴の妹で、ゾンビ使い。登場時はまだゾンビを召喚できなかった。
事故で足が不自由なので、車椅子に乗っている。
リルカとの戦いの際、戦闘機パイロットのゾンビ「撃墜王エディ」を戦闘機ごと召喚する。
兄思いで争いを好まない性格だが、戦いの最中は仲間を助けることを願っていた。
リルカに身体を引きちぎられ死亡。
黒田
リルカの手下のゾンビ使いの一人。
仲間となるゾンビ使いのスカウトと敵対するゾンビ使いの抹殺を担っていた。
ローゼス・キルミスター
- 声：甲斐田ゆき

リルカの手下のゾンビ使いの一人。強力なゾンビ使いで、リルカが仲間になる前にゾンビ使いの集団を率いるほどである。
6本の手を持つゾンビ「黒い未亡人（ブラックウィドー）」を召喚する。
元々はリルカを部下として勧誘したが程無くして圧倒的な実力差から上下関係が逆転し、リルカを「御前様」と仰ぐようになる。れい子達に敗北後、リルカへの忠誠を叫びながら自殺する。
野呂田
- 声：佐藤せつじ

リルカの手下のゾンビ使いの一人。
死刑執行人のゾンビ「ケネス・ダイナモ」を召喚する。人形によってゾンビを操作するため、人形を失うとゾンビを扱うことができない。
れい子の同級生。人形遊びが趣味で自作もする。本編ではれい子のフィギュアを自作していた。かなりの変態。
猫神理沙
- 声：桑谷夏子

リルカの手下のゾンビ使いの一人。ゾンビ「擬態生息者06号」を召喚する。
ゾンビの百合川サキによって殺害され死亡。後にゾンビ化されリルカのアジトを吐かされる。
谷井出人
- 声：金丸淳一

リルカの手下のゾンビ使いの一人。汚い性格。
呪術師で人を操る能力を持つゾンビ「ムド・カランバ」を召喚する。
呪術でれい子の友人を人質に取るが、れい子は苦渋の決断で友人を犠牲にする事となり、友人は谷井ともども死亡（リルカに人質を取る方法がれい子に通用しないことを知らせるため）。
ゾンビの百合川サキによって殺害され死亡。
水桃（スイピン）
- 声：折笠愛

リルカの手下のゾンビ使いの一人。
大蛇のゾンビ「餓蛇羅」を召喚する。れい子曰くヘビおばさん。
餓蛇羅が丸呑みした犠牲者達が腹の中でれい子にゾンビ化された事により敗北。死亡。
トレイシー
- 声：榎本温子

リルカの手下のゾンビ使いの一人。
唾液をかけた者に幻覚を見せるゾンビ「罪人の悪夢（シナーズ・ナイトメア）」を召喚する。
首から下が違う身体のれい子には幻覚がかからず、打ち砕かれる。
奥の手として自分を含めあたり一帯を皆殺しにできる毒のスプレーをもつ。
毒のスプレーを使う直前に雄貴の召喚するジャック・ガンズによって殺害され死亡。
Dr.零
- 声：田中秀幸

リルカの手下のゾンビ使いの一人。リルカの身の回りの世話をする。零本兄妹の父。
超スピードで治療のできるゾンビ「メディカル・デス」を召喚する。
腐った性格で麻夜を餌にして雄貴に三島を殺させ、直後に雄貴を嘲笑しながら殺害するも、死ぬ間際の雄貴のジャック・ガンズの一撃により相打ちとなり死亡。
人造人間08号
- 声：吉竹範子

Dr.零によって製作、教育された人造人間。リルカの屋敷に侵入する者を食い殺すために作られた。
どんな傷の修復することができる体を持ち、傷が治るとき少しかゆいらしい。それが快感になりつつあるとか。
ジャスミンの380円のヘアバンドによって死亡。

### 黒須高校編
隠れ切支丹の住んでいたという黒須市に転校してきたれい子。そこには豪人、竹露、ラファエルというゾンビ使いたちがいた。れい子は姉・リルカが生きており、再び何かを企んでいる事を知り、今度こそ彼女と決着をつけようとする。しかし、そこにゾンビ使いの能力を奪うゾンビ使い「スター・コレクター」や謎の軍が介入し、やがて物語は思わぬ方向へ展開することになる。
岩田豪人（いわたごうじん）
黒須市在住のゾンビ使い。れい子が転入してきた黒須高校の生徒で、れい子のクラスメイトになる。柔道部所属。三島流動と東堂雄貴とは友人関係だった。
特殊樹脂製の人工皮膚で変装・擬態し、なおかつ戦闘でも役立つゾンビ「オルタナティヴ」を召喚する。しかし相性の問題なのか、変装のレパートリーは召喚者である豪人のみ。作中での召喚も一度きりで、基本的には豪人本人が戦う。
かなりの実力の持ち主で、人間はおろか、重武装したゾンビをも素手の一撃で倒す事ができる。ジャスミン曰くヘラクレス。
れい子の仲間として活躍することになる。最終回では竹露と恋仲になった事が語られた。
ラファエル・シムシュタイン
黒須市在住のゾンビ使い。耽美派芸術追求部所属。「星」を奪い取るスター・コレクターの存在を知り、普段は手袋で星を隠している。
ゾンビ「死せる生娘（キルド・メイデン）」を召喚する。
雪女によって殺害される。れい子によってゾンビ化されるものの結局また倒されてしまう。
雨月竹露（うげつちくろ）
黒須市在住のゾンビ使いだが、登場当初はゾンビを召喚できなかった。れい子が転入してきた黒須高校の生徒で、れい子のクラスメイトになる。
剣道部に所属し運動能力は高い。リルカをも感動させるほど情に篤く心優しい少女で、臨機応変な性格でもある。豪人のことが好きで色々と近づこうと努力する。
「運命の弾丸」を巡る事件の際、偶然負傷し倒れていたリルカを見つけて介抱。その後リルカと交流し彼女の心境に変化をもたらしたが、事件の終わりと同時に友人となったリルカを喪うことになった。
リルカの死後、ゾンビ使いの才能が覚醒。リルカを自分のゾンビとして召喚できるようになった。ただし、このゾンビのリルカは、竹露を守るべくときに自らの意志で出現・戦闘・撤退する変わり種である。実際、竹露の意思で召喚されたのは1度きりである。
初登場時はれい子らと変わらぬ体型だったが、だんだんと幼女化していく。口紅やネイルを塗ったりと、オシャレには気を遣っている様子。
「運命の弾丸」を巡る事件が終わった後、れい子の仲間として活躍することになる。最終回では豪人と恋仲になった事が語られた。
零本白栄
Dr.零の息子。れい子との戦いで傷ついたリルカを治療し、黒須市を中心にリルカの兵隊を集める実行者。戦闘能力向上と洗脳効果を持った運命の弾丸の研究、製造者でもある。
父であるDr.零をあっさりと見捨てたリルカに対する保険として運命の弾丸で洗脳した者達の命令系統の頂点を自分と志呂子の2人に設定したが、それが逆にリルカの逆鱗に触れ、殺される。
死後もリルカによりゾンビ化されて運命の弾丸を作り続ける。
零本志呂子
Dr.零の娘。兄の白栄とともにリルカの兵隊を集めていた。同じ種類の人間としてリルカには認められていた。
途中でリルカを裏切り、彼女の額に運命の弾丸を撃ち込むが、丁度、手鏡を覗いていたリルカは志呂子の下僕とはならず、リルカに超人的な能力のみを与えてしまう事となる。
運命の弾丸の回収に来た雪女によって銃殺される。
S・C（スター・コレクター）
複数のゾンビを同時召喚し、ゾンビ使いからゾンビ召喚術とゾンビを奪うことができるゾンビ使いの変り種（フリークス）
一時はれい子やリルカの能力とゾンビを奪って我が世の春を謳歌していたが、雪女によって殺害される。後にれい子によってゾンビ化されるものの銀（しろがね）によって放たれた爆弾犬によってまた倒される。結構チキン。
雪女（ゆきな）
政府直属生物兵器研究班に所属する女性軍人。女扱いされることを軍人としてのプライドを傷つけるとして嫌い、「ペニスが付いてるのがそんなに偉いのか?」と言い放ったシーンもある。
冷酷な性格で、目的のためなら部下を犠牲にする事にいささかの躊躇いもない。
戦闘能力はかなり高く、れい子やリルカらを圧倒した。
「雪女」という名前はコードネームであり、本名は明らかになっていない。
白栄が開発していた「運命の弾丸」を奪うために黒須市に現れ、運命の弾丸を撃ち込まれたリルカをサンプルとして捕らえようとする。後にリルカが逃げ込んだ黒須高校を封鎖し、ラファエルを殺害したが、ゾンビ「オルタナティブ」を使った豪人の作戦にかかって捕らえられた。その後上司銀の策略によって組織を解任され、用済みとして爆死されかけるも執念で復活。自らに運命の弾丸を撃ち込んで不死身となり、「狩り」と称してれい子やリルカらを惨殺しようとする鬼女と化す。
最後はリルカとの激戦の末に液体窒素で体を凍らされ、リルカの刀で体を砕かれ死亡した。
銀（しろがね）
政府直属生物兵器研究班に所属する軍人で雪女の上司。爆弾を担いだ犬「ボムドッグ」を武器とする。卑怯者。
雪女を体よく利用し、後に彼女を用済みとして殺そうとするが失敗。怒り狂った雪女に四肢を切断された上、ボムドッグに装着されていた爆弾をセットされて爆死する。

### キム・イーヒン編
転校生はゾンビ使いだった。辛くも敵襲を退けたれい子は、背後にキム・イーヒン一味がいることを突き止める。
キム・イーヒン
ゾンビ使いを増やすことができるゾンビ使いの変り種（フリークス）で、他人に「星」を与えることができる。黒須市を中心に活動し、ゾンビ使いの手下を増やしていた。
回復に必要なたんぱく質さえあれば、致命傷であっても秒単位で再生する血液を持つ。その関係上、四六時中物を食べている様子が見られる。また、血液を死体に浴びせることで強力な戦闘能力と再生能力を付随させてよみがえらせることができる。
表面上物分かりの良い将を装っているが、本性は側近をも生贄扱いする冷酷なものである。
ゾンビ「毒婦の抱擁（バソリーズ・エンブレイス）」を召喚する。
ウリョン
イーヒンの側近の一人。とても献身的であり、男女関係でもあった。ゾンビ「火炎龍」を召喚する。
イーヒンに「弁当」として右手以外の四肢を喰われる。後に死亡。
最後の最後でイーヒンへの復讐の一撃で彼を殺す。
ブラッド
イーヒンの側近の一人であり、オカマ言葉が特徴的。イーヒンも認める卑怯なやり方で戦う。
ゾンビ「ゼリーゾンビ」を召喚し、裏切った際に抹殺する目的でイーヒンの手下となる人間にこれを仕込む。
スティーヴォ
イーヒンの側近の一人。「負け犬に生きる資格なし」を鉄則としており、それを理解できない部下を殺すこともある。普段は鉄則に忠実な真面目ぶりを見せるも、自己保身のためには土壇場でこの鉄則を破る卑怯者。
ゾンビ「死体工場（デットファクトリー）」を召喚する。
安藤純子
イーヒンの手下のゾンビ使い。魚無水産高校から聖黒須学園高校へと転入した。一時れい子と同級生となった。
ゾンビ「死体愛好猫（ネコロフィリア）」を召喚する。
元々いじめられっ子で争いを好まない性格だったが、イーヒンによってゾンビ召喚能力を手に入れたことで性格が歪んでしまった。嫌いな人間を殺したいと考えることは当たり前だと叫んだ場面では「オリジナルの言葉じゃあないわね。いじめられていた、あんたにとっては……あまりにも『甘い言葉』だからよ」とれい子に諭されてしまう。
チーホイ
イーヒンの手下のゾンビ使い。ヒデュンと共にイーヒンに敵対するゾンビ使いを始末していた。
子供のころバスに乗ってはしゃいでいて事故にあい、両腕をなくした。イーヒンによって星を与えられ、両腕をゾンビの「スカイダンサー」で補っている。スカイダンサーはSCと略され、武器としても義手としても使える。
イーヒンのやり方に疑問を抱き、イーヒンを裏切りれい子に情報を与えつつ共に戦う。後にれい子の仲間になる。
その後はロックバンドに加入し、グッズがでるほど爆発的な人気を得る。地位を得てからもれい子たちに協力し、カーミラ編ではヒムラーを倒す活躍を見せたが、その直後ヒムラーの死に激怒したカーミラに殺されてしまった。
ヒデュン
イーヒンの手下のゾンビ使い。チーホイと共にイーヒンに敵対するゾンビ使いを始末していた。
ゾンビ「運命の赤い糸（コード・レッド）」を召喚する。ゾンビを使った「安全な戦い」を好む。
ゾンビのリルカによって殺害される。
ダミリー
イーヒンの手下のゾンビ使い。チキン。イーヒンの血液によって復活するまでは敬語を使っていた。
ゾンビ「ギロチンテラーズ」を召喚する。
スティーヴォの召喚するデッド・ファクトリーによって殺害される。
岩田豪鉄
豪人の弟。中学2年生。豪人と共にイーヒンの手下を狩っていた。ゾンビ召喚能力はない。
登場したのはキム・イーヒン編と、最終話の僅か2回のみ。

### 魔女の石編
博物館から盗まれた「魔女の石」には魔女カーミラが封じられていた。れい子とジャスミンは、賞金稼ぎとして石の奪還に参加する。
カーミラ・エステバン
魂を「魔女の石」に入れ生き続けた魔女。「ヒャホホホ」という独特な笑い声を持つ。魔女の石を手にした者(女性に限る)の肉体を乗っ取ってこの世に蘇った。
約1000年前、裕福な家に生まれた貴族の女。だが自分の容貌に対する恨みからか黒魔術や錬金術の研究に没頭し、独学で秘宝を完成させた。魔女の石を作り上げる過程で多くの犠牲者を出したことで処刑されるが、魂は残存させた。
後にジャスミンの体を乗っ取り、殺戮を繰り返したが、高級魔女（ハイウィッチ）に覚醒したれい子の策略と意識を取り戻したジャスミンに倒される。
死後は地獄の新入りとしてリルカの洗礼を受けるに至った。
必殺技は脳殺術（ブレイン・デッド）。暗黒魔法の研究によって得た能力であり、念じるだけで相手の頭を粉砕させる。
モーゴス（派賀根）
カーミラの弟子の一人。筋骨隆々の大男だが物凄いオタクでもある。錬金術の応用で無から金属を作り出すことができる。
現代では生まれ変わり、派賀根という名前で生活し豪人と同じバイトをしていたが豪人より時給が低いのを根に持っていた。
かなりのオタクでありエロ漫画好きだった為に、それが敗因となる。プニョ（草薙優花）との戦闘により死亡。
ヒムラー
カーミラの弟子の一人。露出度の高い服を着た女性。体液が空気に触れると炎が発生する能力を持つ。
人質になったスージー・クレイマンに自分の尿入りのジュースを飲ませたり等、かなりのスカトロジストである。
カーミラの第一の弟子を自称しており、そのプライドから後にカーミラの手下になったサリーを焼き殺している。
モーゴスやプニョとは異なり、現代で生まれ変わった際の名前や素性は作中で語られていない。
プニョ（草薙優花）
カーミラの弟子の一人。前世では小柄な少年とも少女ともつかない子供の姿をしていた。黒魔術と植物学を応用させた術を使う。
現代では生まれ変わり、草薙優花という名前で生活し、竹露達と同級生だった。豪人に想いを寄せるも想いは叶わなかった。
後にれい子達がジャスミンを助けるためにカーミラのアジトへ乗り込んだ際、自分同様豪人に想いを寄せていた竹露と対決。彼女に完敗したことで豪人のことを諦め、カーミラを裏切ってモーゴスから竹露達を助けた。
事件が終わった後は中華料理店でバイトをしている。その後、植物学の研究生と恋に落ちたことが語られた。
ウォーレス・クレイマン
クレイマン博物館の影の番人。カーミラによって死亡。後にスージーのゾンビとなる。
スージー・クレイマン
ウォーレス・クレイマンの妹。クレイマン博物館の管理人。登場初期はゾンビ使いではなかったが、兄・ウォーレスの死を契機として星が現れてゾンビ使いとなる。
「魔女の石」を奪還するなら手段を選ばない冷酷な人物である一方、潤沢な私財を投げ打つつもりで世界中から賞金稼ぎを集めて災厄を未然に防ぐなど騒動の解決に奔走した。復活したカーミラらにより拉致されていた。
ジェットジョーン
スージー・クレイマンが魔女の石奪還のために雇った賞金稼ぎの一人。占い師。
占いには主に水晶球を用い、その的中率は完璧といえる。ただしクライアントの信用を得る能力はそれに伴っておらず、本人も悩みとして自覚している。
ゾンビ使いではないが、その予知能力を生かしてれい子の仲間として活躍することになる。
カーミラの下へ乗り込んだ際には、手に入れたエロ本を利用してモーゴスを罠に嵌める活躍を見せたが、チーホイと共にヒムラーと戦った際、ヒムラーの爆風に巻き込まれて死亡する。
竹露と共に作中きっての良心的な人物であるが、最終話ではなぜかリルカやチーホイと共に地獄に落ちている様子が描かれていた。
大人の体型であるが胸が極端に小さく、作中終盤において巨乳の女性が当たり前のように登場していただけに読者から「オカマなのでは」と質問された様子が単行本に収録されている。名前の元ネタはジョーン・ジェット。
マーカス
スージー・クレイマンが魔女の石奪還のために雇った賞金稼ぎの一人。
ピンク
スージー・クレイマンが魔女の石奪還のために雇った賞金稼ぎの一人。
ミス・ニンジャ
スージー・クレイマンが魔女の石奪還のために雇った賞金稼ぎの一人。
カーミラの精神支配に抵抗できた唯一の人物。
ジムザム
スージー・クレイマンが魔女の石奪還のために雇った賞金稼ぎの一人。ナイフ投げを得意とする。
カプリチョス
スージー・クレイマンが魔女の石奪還のために雇った賞金稼ぎの一人。ジムザムの子分。糸電話を使い、振動から周囲の近い範囲の見えないものを判断できる。
ドニーゴ
スージー・クレイマンが魔女の石奪還のために雇った賞金稼ぎの一人。ジムザムの子分。
サリー・バーンズ
スージー・クレイマンが魔女の石奪還のために雇った賞金稼ぎの一人。ゾンビ使い。
かなり陰険悪辣な性格であり、賞金の取り分を増やすためには他の賞金稼ぎの命も狙う。魔女の石を奪還する前に悶着を起こしたれい子らを逆恨みし、れい子たちが魔女の石を隠していると吹き込み他の賞金稼ぎ達がれい子たちをリンチするよう仕向けた。
ゾンビ「断末魔交響楽団」を召喚する。元売春婦で、レオナルドと因縁がある。
後にカーミラの手下となるが、ヒムラーに焼き殺される。
エドワード
スージー・クレイマンが魔女の石奪還のために雇った賞金稼ぎの一人。ゾンビ使い。
ゾンビ「ギーゴ」を召喚して宝石を樹脂で覆い、一時カーミラを封じ込めた。しかしその直後、サリーの襲撃を受け殺されてしまう。
レオナルド
スージー・クレイマンが魔女の石奪還のために雇った賞金稼ぎの一人だったが、セクハラで解雇された。
使い物にならない上に気を失ったれい子を襲おうとしたが、コーンスープをかけられて形勢逆転された挙句「お前はとうもろこしにすら勝てない男」と手酷く見下され、その場に現れたジャスミンに返り討ちにされる。
ボトルポイズン
スージー・クレイマンが魔女の石奪還のために雇った賞金稼ぎの一人。特殊グローブによる毒手拳の使い手。
レインマン
スージー・クレイマンが魔女の石奪還のために雇った賞金稼ぎの一人。剣士。一度もレインコートを欠かしたことがないと自慢げに話すシーンがある。
ゴットスピード
スージー・クレイマンが魔女の石奪還のために雇った賞金稼ぎの一人。早撃ちの銃使い。
ゾーイ
スージー・クレイマンが魔女の石奪還のために雇った賞金稼ぎの一人。
予備のナイフでジャスミンに襲い掛かったが、ジャスミンの刀で腹を刺されて死亡。

### その他

#### 読みきり編
真理絵
遺書を残さず自殺。自殺の理由を知りたい母親の願いによりゾンビ化される。
自殺の真相は、実の父親によって強姦され、飛び降り自殺をしたというものであった。
真相を知った母は激怒し、ゾンビ化された真理恵があっさり殺した父をさらに苦しめるためにあえてれい子にゾンビ化させた。
坂田
階段から転落死する。ただの事故なのか、突き落とされたのか真相を語らせるためにゾンビ化される。
最初は転落死と主張したが、れい子が鎖を外した途端騙し討ちの形で犯人のリカを襲撃しようとする。
智英
坂田から金を借りたりしていた。
リカ
坂田の彼氏を略奪するために坂田を突き落とした犯人。
坂田から報復を受けるところであったがれい子が助けたことで難を逃れた。しかしれい子は報酬を確保するためにリカを助けたにすぎなかった。
東条
白池高校の生物教師。
24年前に生徒の笹羅木に恋し、その想い故に彼女を自殺するまでに追い詰めてしまう。笹羅木の首吊り死体を見つけた際に抜けた髪を見て笹羅木のクローンを着想する。
そのクローンは完成したが自身を拒絶してまた笹羅木が自殺してしまうのではないかと悩み、笹羅木との和解を試みるためにれい子を頼った。
笹羅木をクローンとして蘇らせる過程で奇形の失敗作を何体も生み出しており、それを壁に塗り込んで隠蔽していた。
笹羅木
24年前に東条に迫られ自殺をする。
24年後にクローンとして蘇る。実は東条の子供を孕んでいた。
SILAW（シロウ）
人気バンドのボーカル。不治の病に冒されている。引退を逆恨みしたファンに殺されかけた。
最後のコンサートを成功させるため、もしも自分が死んだり殺されたりしたられい子に自分をゾンビ化するよう依頼した。
笑美子
- 声：前田愛

白池高校でのれい子の数少ない友人。少しぽっちゃりしている眼鏡っ子。優しく明るい性格。泣き虫。
姫園リルカ編であずさが人質にされた際に表面上れい子は高笑いを浮かべつつ「私に友達なんて最初からいやしないのよ！」と暴言を吐いてあずさを犠牲にしたが、流動はれい子の本心を察して笑美子に代弁しており、当の本人は人知れずこの決断に泣いていた。
あずさ
- 声：大原さやか

同じく白池高校でのれい子の数少ない友人。資産家令嬢。育ちの良さのせいか、礼儀正しく天真爛漫。
よくカウボーイハットを被っている。後にリルカ編で戦いに巻き込まれ、れい子の苦渋の決断で死亡。
浦川仁・義範兄弟
兄弟で強盗や殺人をする脱獄囚。
強盗をした後人質を連れてあずさの父親が運転しれい子と笑美子の乗る飛行機をジャックした。
リタ
読みきり編に登場。ハンガリーのミストラル女学園の寮で暮らす1人。真面目な才女。
学園内で起きた殺人事件を解決するためにれい子を日本から呼び寄せる。
イボヤ
読みきり編に登場。「怪物」による惨殺事件のうち学園での最初の犠牲者。
れい子によって首だけゾンビ化される。
エーヴァ
読みきり編に登場。ハンガリーのミストラル女学園の寮で暮らす1人。臆病でおっとりした性格。その正体は人狼。
オビド
読みきり編に登場。ミストラル女学園で用務員をしている男。腋臭。軽い知的障害がある。
いたずらをよくするので解雇を恐れている。
園長
ミストラル女学園の園長。実は狼の扮装をして殺人をする人格異常者であった。

#### 百合川サキ≪デッド・シスター/デス・シスター≫編
上杭純子
TVレポーター。街頭インタビューで百合川サキをインタビューした際、あることで彼女が殺人者であることを確信。
彼女をスクープしようとするが、娘共々殺害されてしまう。
湯本
上杭純子と共に仕事をするカメラマン。百合川サキによって殺害される。

## 登場ゾンビ
百合川サキ（ゾンビ）
- 声：冬馬由美

死亡後、れい子によって召喚される身となり、ゾンビ化による身体能力の向上で、生前からの超人的なナイフ捌きがさらにパワーアップ。妹の殴打攻撃に対して斬撃ダメージを与えられる。
基本服装のデザインは死亡時の物と同じだが、素材は体の線を強調する様な物へと変化している（一応、細かい点は一回マイナーチェンジされている）。
激戦のためか最も破損回数が多いゾンビだが、どんなに破壊されても立ち向かう執念を見せる。
百合川みどり（ゾンビ）
れい子は大量殺人者の姉、リルカにいじめられていた自分とみどりを重ね合わせており、みどりを死なせてしまった事に責任を感じていた。その思いが通じたのか、死体愛好猫によってサキが破壊された時にまるでれい子を護るかの様に召喚された。その後、みどりはれい子の忠実なゾンビとして活躍する。
姉・サキとは相性が悪く、同時に召喚できない。姉とは対照的に殴打による攻撃を得意とし、身体能力もかなり高い。
れい子の悪口を言った人物を殴るなど、わずかに生前の意志を感じさせる行動を取る。基本的に生前より表情豊かでありノリが良い。
ゾンビとなってからは姉のサキと違い、しょっちゅう衣装が変わる。
リヒャルト・ハイドリヒ
- 声：佐藤せつじ

雨野良香が召喚するゾンビ。ナチスドイツ機甲部隊の兵士だったが味方の誤射によって死亡した。
一応は命令に忠実であるが使い勝手がよいゾンビとは言えず、召喚時に良香が魔王サタンに対して「できればいつものゴミ野郎はご勘弁を!」とリヒャルトの陰口を叩く場面もあった。戦闘方法は銃を乱射するのみである。
ロビン・デーヴィス将軍
- 声：鈴木達央

三島流動が召喚するゾンビ。中世にて戦死した騎士。
黒田のゾンビ曰く「高級なゾンビ」らしいが活躍の機会に恵まれていない。負けることが目立つため弱いゾンビとして認識されることが多いが、召喚直後などの不意打ち攻撃で負けることが多いため、決して弱いゾンビというわけではない。
召喚者の命令で演技ができるなど、命令には忠実に従う。
ジャック・ガンズ
- 声：金丸淳一

東堂雄貴が召喚するゾンビ。西部開拓時代の無法者で保安官に射殺された。
拳銃による攻撃は正確で高い戦闘能力を誇る。東堂雄貴に対し強い忠誠心がある。
磔台を背負っているが、現行犯で射殺されたため生前から背負っていた可能性がある。
ビクトリー・カタナ
- 声：渡辺英雄

ジャスミン・メンドゥーサが召喚するゾンビ。武器商人。
斬撃、打撃など古今東西の格闘武器を持ちジャスミンに与えるが自分が戦うことはない。武器の中にはチェーンソーなどの近代武器もある。
撃墜王エディ
- 声：渡辺英雄

東堂麻夜が召喚する戦闘機に乗ったゾンビ。第二次世界大戦で戦闘中、心臓マヒで死亡した。
黒い未亡人（ブラックウィドー）
- 声：大川千帆

ローゼス・キルミスターが召喚するゾンビ。リルカの仲間になる前は腕は2本しかなかった。初登場時は6本の腕を持つゾンビ。
腕を増やし腹を空洞にすることで、パワーとスピードを手に入れている。
ケネス・ダイナモ
- 声：渡辺英雄

野呂田が召喚するゾンビ。バカであるため人形を介して指示するが、人形が壊れたら暴走する。
力任せに斧を振り回す戦闘方法をとる。
擬態生息者06号
- 声：斎賀みつき

猫神が召喚するゾンビ。人間を装い、標的に近づく。
右腕が動物の屍肉によって整形されており、一撃で人間を吹き飛ばすほどの力がある。
ムド・カランバ
- 声：松本大

谷井出人が召喚するゾンビ。古代南米、戦闘民族の呪術師。
他人の体を操る肉体操作と操った人物とダメージを共有する能力を持つ。名前は映画の『残酷を超えた驚愕ドキュメント・カランバ』と、『女神転生』シリーズの呪殺系魔法から。
餓蛇羅（がだら）
- 声：鈴木達央

水桃が召喚するゾンビ。アマゾンで餓死した大蛇。
食べることが最優先行動であるが、召喚者に危害を加えようとはしない。
ヘルドラド
リルカの手下が召喚するゾンビ。チキンレースで死んだ暴走族。
首落士（くびおとし）
リルカの手下が召喚するゾンビ。壇ノ浦で死んだ平家武者。
虫の帝国（インセクト・エンパイア）
リルカの手下が召喚するゾンビ。10万匹の虫で構成されており、ゾンビ使いの意のままに10万匹の虫が流動的な動きを見せる。普段はミイラのような格好をしている。
罪人の悪夢（シナーズ・ナイトメア）
- 声：斎賀みつき

トレイシーが召喚するゾンビ。
殺傷能力のない即効性の神経毒を持つ唾液を吐く。力そのものはさほど強くない。
メディカル・デス
- 声：吉竹範子

Dr零が召喚するゾンビ。医者と看護婦が背中合わせに連結している。
切断、手術、火炎放射など戦闘と治療両面に長けたゾンビ。
聖なる前夜祭（ホーリー・ミトラス）
- 声：佐藤せつじ、松本大、千葉進歩

姫園リルカが召喚するゾンビ。世界を手中に収める為に戦死した各国の兵士達で構成されている。
それぞれ一人一人が戦闘することも、集合体として戦闘することも可能。
その本体は蝙蝠の様な翼を持つ双頭の騎士であり、空気に触れると活発になる肉食のバクテリアを持つ血液「悪魔の血（ディーモンズ・ブラッド）」が流れている。
ケアラダグティルス
姫園リルカが召喚するゾンビ。白亜紀の翼竜に腕が追加されている。
ケアラダグティルスVer.1.1
姫園リルカが召喚するゾンビ。ケアラダクティルスを板金加工した。岩田豪人によって即破壊される。
オルタナティヴ
岩田豪人が召喚するゾンビ。他人になりすますことができるが、現在のところ岩田豪人にしかなれない。
死せる生娘（キルド・メイデン）
ラファエル・シムシュタインが召喚するゾンビ。魔女狩りによって処刑された少女。
処刑に使われた「鉄の処女（アイアンメイデン）」ごと召喚し、その針を飛ばして攻撃する。
ファントム・ロード
S・Cが召喚するゾンビ。馬ごと召喚される騎士。
A.D.I.D.E.S（アディデス）
S・Cが召喚するゾンビ。ギャングの抗争により死亡する。
ゴーレムシールド
S・Cが召喚するゾンビ。全身鎧で固めた戦士。武器を持たずに両手に盾を持つ。
香炉罹（ころり）
S・Cが召喚するゾンビ。中国服を着て香炉と扇子を持っている。扇子により香の煙を狙った者にだけ放つ。
ブッチャーレディ
S・Cが召喚するゾンビ。鉈を両手に持っている武闘派。
スケアクロウ
S・Cが召喚するゾンビ。全身刃物で固めている武闘派。自分たちのことを「上級レベル」と称するナルシスト。
ファイヤーカルト
S・Cが召喚するゾンビ。火炎放射を扱う武闘派。「ゾンビのオレがさらに死ぬとはな・・・！」という言葉を残して破壊された。
スパイダー
S・Cが召喚するゾンビ。偵察担当。リルカによって運命の弾丸を撃たれたことでS・Cの意志による召喚や召喚解除が不能になり、S・Cを殺そうとする。
エンゼルリッパー
S・Cがれい子から奪った百合川サキの別名。S・Cはエンゼルリッパーをメイドのように扱っていたが戦力としてはうまく使いこなせず、両腕を切断された。コートを着用している。
毒婦の抱擁（バソリーズ・エンブレイス）
イーヒンが召喚するゾンビ。着脱可能の重金属製の鎧と鋏型と剣型に変形できる刃物を持つ。
火炎龍
ウリョンが召喚するゾンビ。全身が炎に包まれている龍。
火の弾で距離をとりつつ攻撃や火炎放射を行う。
ゼリーゾンビ
ブラッドが召喚するゾンビ。血液のゾンビであり、擬態、迷彩、取り込み能力を持つ。多少の攻撃能力もある。
本編中「YES」と一言しゃべっており、言語能力と意思もあると思われる。
死体工場（デットファクトリー）
スティーヴォが召喚するゾンビ。両手に機関砲を持った機械。
死体愛好猫（ネコロフィリア）
安藤純子が召喚するゾンビ。人面猫。
体毛を飛ばす攻撃を行う。標的との距離が近いほど威力が増す。
スカイダンサー
チーホイが召喚するゾンビ。常に召喚し続け、自らの腕としても使う。超高速で空を飛び攻撃する。
運命の赤い糸（コード・レッド）
ヒデュンが召喚するゾンビ。死体を操作することができる。
ギロチンテラーズ
ダミリーが召喚するゾンビ。多数の生首を付けたギロチン。
中央の骸骨からフックつき鎖を多数伸ばし標的をギロチンまでひきずりこみ首を刈る。
姫園リルカ（ゾンビ）
竹露が召喚するゾンビ。しかし竹露の意志とは関係なく彼女の危機を察知し、登場・戦闘・撤退する。
ゴージャスなドレスを身に纏い、中世風の剣で敵を切り裂く。戦闘能力はかなり高い。生前の意思と風格を感じさせる。
断末魔交響楽団
サリー・バーンズが召喚するゾンビ。多数の虫。
金属でさえ瞬時に腐食させる強酸を吐く。
ギーゴ
エドワードが召喚するゾンビ。当初、スージー・クレイマンが魔女の石奪還のために雇った賞金稼ぎの一人に紛れていた。
口の中に特殊樹脂を含みながら口を開けしゃべることができる。

## 用語
姫園一族
- 物語の時点での家族構成は父（故人）、母（故人）、姉（リルカ）、妹（れい子）。両親は飛行機事故で亡くなったと思われていたが、実はリルカが小動物のゾンビを父の荷物に潜ませ、それに機体を食い荒らさせて飛行機を墜落させていた。
- ゾンビ使いの血統。他のゾンビ使いが決まったゾンビしか召喚できないのに対し、姫園家のゾンビ使いは自分の声が届く範囲にいる死体すべてをゾンビとして蘇らせる力がある。裏を返せば固定の召喚ゾンビを持たない場合はいつでも頼りになるゾンビを召喚できる保証が無く、初期には自分の声が届く範囲に適当な死体がおらずやぶれかぶれで召喚を行った結果大して役に立たないゾンビしか現れない場面も見られた。これはゾンビ召喚者のフリークス（変り種。召喚能力以外に別の能力を持つ人物の事）であり、通常のゾンビ召喚能力をゾンビ召喚術と呼ぶのに対し、姫園一族の召喚能力はゾンビ蘇生術と呼ぶ。作中でこの能力を持つ者は姫園家の人間のみである。

ゾンビ蘇生術（姫園一族の能力で復活した場合）
- 生前より遥かに力が増しており、頭部を破壊されても行動できる。
- 姫園一族の能力者の声により、その場で死体から蘇る。術者が解除をするともとの死体に戻る。
- 意思を持ち、生前の恨みなどを動機に凶行に走る者が多い。そのためゾンビ屋は死体に鎖を巻くことで依頼者などが襲撃されないように配慮する。また生前の記憶を聞き出すことができるため、事件捜査等に利用できる。

ゾンビ召喚術（通常のゾンビ使い）
- 死者をゾンビとして地獄から召喚し、意のままに操る能力を有する。通常は1体しか呼び出せない。
- 体のどこかに星型のマークを持つ。これは「星」（スター）と呼ばれる。産まれた時から持つ者と、突然「星」が体に表れる者がいる。
- 召喚者は通常、能力に目覚めてからは意識的にゾンビを召喚する。雨月竹露の場合は、自動的に召喚される例外パターンである。
- 意識を失ったり他の事に気を取られてしまうと、ゾンビは地獄に戻ってしまう。
- 使役できるゾンビは固定しているが、それがどのような因縁で結び付けられているのかは不明。れい子がこの方法で呼び出せるのは自分の人生の中で深く関わった人物であるため、他のゾンビ使いも過去世において関わりのあった人物を召喚している可能性がある。しかしながら、大蛇や虫の大群のゾンビなどといった召喚者との繋がりが良く分からないケースの方が多い。

ゾンビ（召喚）
- 地獄から召喚されたゾンビは意思が希薄なタイプ（若干の表情は有る）と、まるで人の様に会話可能で表情豊かなタイプの二種類。その差異の基準は不明。どちらも召喚者によって操られる。
- 基本的にゾンビは召喚者を護り、その命令を聞く。それには生前の因縁は関係しない。
- 召喚者の能力が低いと、意思疎通に難があるためか実力を発揮できない場合がある。
- 人型の場合は、生前に罪を犯した人間（主に殺人）、あるいは志半ばにして命尽きた者の場合が多い。その為、ゾンビとして召喚者に使役されるという事は地獄に居る罪人へ対する罰則、または怨念ゆえの転化という可能性が高い。
- 話が進むにつれて、血液のゾンビやギロチンのゾンビといった人でも動物でも無いゾンビが出て来ている為、「ゾンビ」の定義は曖昧なものとなっている。

## 単行本
- 三家本礼『ゾンビ屋れい子』ぶんか社〈ぶんか社コミックス ホラーMシリーズ〉全11巻
- 三家本礼『ゾンビ屋れい子』（文庫版）ぶんか社〈ホラーMコミック文庫〉全7巻
- Rei Mikamoto『Reiko the Zombie Shop』（英語版コミックス）、Dark Horse Comics、既刊6巻・以下未刊[2]
- Rei Mikamoto『Reiko the Zombie Shop』（フランス語版コミックス）、Doki-Doki (fr:Doki-Doki)、全11巻

## 関連商品
実写版オリジナルビデオ「ゾンビ屋れい子」（全3巻）
- 1巻「ゾンビ屋れい子 vol.1」2004年2月25日発売、2巻「ゾンビ屋れい子 vol.2 惨劇の呪文」2004年4月25日発売、3巻「ゾンビ屋れい子 vol.3 狼の血族」2004年6月25日発売、各3,980円
- 主演：秋山莉奈
- 監督：稲葉博
- 発売元：エスエイチエンタテインメント、販売元：ビーエムドットスリー

ドラマCD「ゾンビ屋れい子」
- 2005年8月24日発売、通常版3,150円・限定版8,190円
- 「リルカ編」をドラマCD化。
- 通信販売限定の豪華版は韮沢靖プロデュースによる百合川サキのフィギュア付き（色違いで赤と青の2バージョンあり）。
- 発売元・販売元：フロンティアワークス

ゾンビ屋れい子1/6ドールシリーズ「姫園れい子」
- 2006年発売、12,800円
- 植毛ドール、全高約27cm、聖黒須学園制服
- メーカー：ジェネシスカンパニー